# برايان ويتفيلد
برايان ويتفيلد (14 مارس 1959 بديربان في جنوب أفريقيا - ) (بالإنجليزية: Brian Whitfield)‏ هو لاعب كريكت جنوب أفريقي. شارك مع منتخب جنوب أفريقيا الوطني للكريكت.